# Petrografía

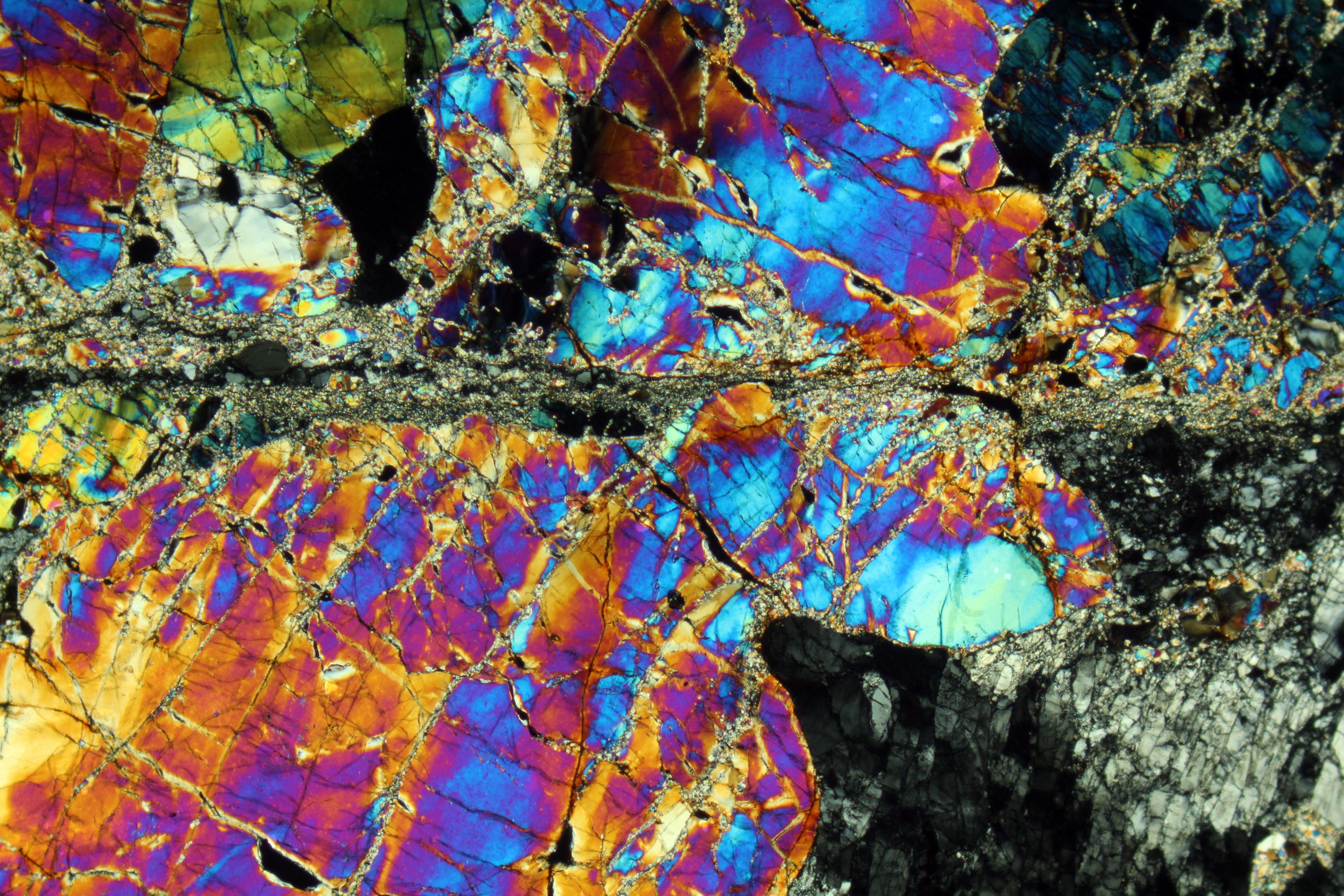
Sección delgada de una milonita peridotítica. Ilustra el tipo de muestra a partir del cual se desarrolla el trabajo petrográfico. La muestra fotografiada mide unos 7mm de lado a lado.

La petrografía (del griego Πέτρος, petros, piedra; y γραφος, grafos, descripción) es la rama de la geología que se ocupa de la descripción y clasificación de las rocas, atendiendo a la composición mineralógica y la estructura, especialmente a escala microscópica. Puede considerarse complementaria o parte de la petrología, disciplina más amplia que extiende su interés al origen, distribución, estructura e historia de las rocas.

## Rocas
Las rocas se componen de diferentes minerales y, según el estado de estos y las condiciones de formación, se clasifican en tres grandes grupos: ígneas, producidas como consecuencia de procesos magmáticos y eruptivos; sedimentarias, originadas por la acumulación de fragmentos de otras rocas o por precipitación química de minerales; y metamórficas, formadas en el interior de la Tierra, donde son sometidas a fuertes presiones y elevadas temperaturas que hacen cambiar su estructura y composición mineralógica.

## Estudio
El estudio de una roca requiere en primer lugar el examen físico de la misma en lo que concierne a aspecto, color, dureza, etc. A continuación suele procederse a su análisis microscópico, para lo cual se cortan mediante máquinas especiales secciones de espesor mínimo que permitan su análisis al microscopio. Este revela la forma de los cristales que componen la roca, la relación entre los distintos minerales, la microestructura y toda una serie de magnitudes evaluables.